# Chaumousey
Chaumousey is een Franse gemeente in het departement Vosges in de regio Grand Est en maakt deel uit van het arrondissement Épinal. De gemeente telde 913 inwoners op 1 januari 2022.

## Geografie
De oppervlakte van Chaumousey bedraagt 8,71 vierkante kilometer; Op 1 januari 2022 was de bevolkingsdichtheid 104,8 inwoners per km².
De onderstaande kaart toont de ligging van Chaumousey met de belangrijkste infrastructuur en aangrenzende gemeenten.

## Demografie
Onderstaande figuur toont het verloop van het inwonertal.

## Bekende personen uit Chaumousey
- Clémentine Delait (1865–1939), caféhoudster met een baard